# Nomada pecosensis
Nomada pecosensis är en biart som beskrevs av Cockerell 1903. Nomada pecosensis ingår i släktet gökbin, och familjen långtungebin. Inga underarter finns listade i Catalogue of Life.